# Nina Kuscsik
Nina Kuscsik (Brooklyn, Nueva York, 2 de enero de 1939-Huntington Station, 8 de junio de 2025) fue una deportista estadounidense, especializada en carreras de fondo. 

## Carrera deportiva
Ganó en dos ocasiones (1972 y 1973) la maratón de Nueva York con unos tiempos de 3:08:41 y 2:57:07, respectivamente. También ganó la maratón de Boston en su primera edición femenina, la de 1972, con un tiempo de 3:10:26.